# Становое (Московская область)
Становое (изначально — Становая) — деревня, в Раменском районе Московской области. Население — 151 чел. (2010).

## История
Первое упоминание о деревне содержится в писцовой книге 1577 г., фиксирующей пустошь, «что была деревня Становое». С 1575 г. она находилась в поместье за Вешняком Перфуровым сыном Ондреева.
Затем, после Вешняка, деревня переходит в дворцовое ведомство, но числится не в Коломенском уезде, как раньше, а в Лужецком стане Московского уезда, приписанной к селу Софьину. В 1646 г. в деревне отмечен только «двор пуст крестьянина Фадейки Лаврова, сбежал в 154 г.» (1645).
По описанию 1800 г., деревня Становая принадлежала коллежскому асессору Ивану Венедиктовичу Фотову. В деревне отмечали сосновые, еловые, берёзовые и осиновые леса, в которых водились волки, а из птиц — тетерева, дрозды и соловьи.
Во время Отечественной войны 1812 г. деревня Становое оказалась в зоне военных действий. Через неё в сторону города Бронницы проходил отряд полковника И. Е. Ефремова, отвлекая внимание французов от истинного направления отхода армии М. И. Кутузова. Маневр удался, 10 сентября И. Е. Ефремов докладывал, что следовавший за ним французский авангард от Боровской переправы дошёл до г. Бронницы, и только возле Боршевы французы повернули в западном направлении.
После крестьянской реформы деревня входила в состав Софьинской волости.
В 1912 г. в Становом появилось игрушечное заведение Алексея Антоновича Дементьева, числились 80 домов и церковно-приходская школа.
В деревне стоит памятник землякам, погибшим на фронтах Великой Отечественной войны.

## Население
| 1926 | 2002 | 2010 |
| ---- | ---- | ---- |
| 500  | ↘102 | ↗151 |